# MOTHER (MUCCの曲)
「MOTHER」（マザー）は、MUCCの28枚目のシングル。2012年10月31日、ソニー・ミュージックアソシエイテッドレコーズから発売された。

## 概要
ムックにとって、本作はソニー・ミュージックアソシエイテッドレコーズ移籍後にリリースした3枚目のシングル。表題曲「MOTHER」は、テレビ東京系列アニメ『NARUTO -ナルト- 疾風伝』のエンディングテーマとして使用された。

## 収録曲
（全編曲：ミヤ）

### 初回生産限定盤
1. MOTHER
  - 作詞・作曲：ミヤ
2. ネガティブダンサー
  - 作詞：ミヤ、作曲：YUKKE

### 通常盤
1. MOTHER
2. あすなろの空
  - 作詞・作曲：逹瑯
3. MOTHER (TV EDIT)
4. MOTHER (オリジナル・カラオケ)